# Actio quod metus causa
Actio quod metus causa – w prawie rzymskim powództwo penalne poszkodowanego przeciwko sprawcy wymuszenia, tj. osoby stosującej przymus psychiczny (vis compulsiva).

## Charakterystyka powództwa
W prawie rzymskim, czynność prawna dokonana pod wpływem obawy (metus) wywołanej bezprawną groźbą innej osoby była ważna. Jednak poszkodowany mógł się uchylić od skutków tej czynności przy pomocy odpowiedniego środka udzielanego przez pretora, którym była – obok exceptio quod metus causa oraz restitutio in integrum propter metum – właśnie actio quod metus causa. Jako pierwszy udzielił jej ok. roku 80 p.n.e. pretor Oktawiusz.
Powództwo to skierowane było na ukaranie sprawcy – powód mógł domagać się grzywny w poczwórnej wartości (quadruplum) interesu, jaki miał on w niedokonywaniu czynności prawnej, podjętej pod wpływem groźby. Nie stosowano poczwórnej kondemnacji, jeżeli sprawca na wezwanie sędziego (actio arbitraria) naprawił skutki groźby. Powództwo przedawniało się z upływem roku od dokonania czynności, jednak po tym czasie pretor udzielał actio in factum opiewające na pojedynczą kwotę szkody.
Skarga ta w prawie justyniańskim należała do actiones in rem scriptae – można ją było kierować również przeciwko osobie, która uzyskała korzyść w wyniku groźby, samemu nie będąc jej sprawcą.